# Claire Martin
Claire Martin (Wimbledon, 1967. szeptember 6. –) angol dzsesszénekesnő. Londonban született. Egy zenével teli házban nőtt fel a dzsesszt szerető szüleinek köszönhetően. A Great American Songbook volt a legfontontosabb könyve.

## Pályafutása
Claire Martin a londoni Doris Holford Stage School-ban, valamint New Yorkban tanult. Egyszer meglátta Betty Cartert Ronnie Scott klubjában, ami nagy hatással volt pályájára. Szakmai karrierje tizenkilencéves korában indult el, amikor egy a Savoy Hotelban kezdett egy meghallgatás után énekelni. Két évig a RMS Queen Elizabeth tengerjáró hajó fedélzetén dolgozott. 21 évesen megalakította saját dzsesszkvartettjét. 1991-ben szerződtette a skót Linn Records. Debütáló albuma, a „The Waiting Game” 1992-ben jelent meg. Ugyanebben az évben Tony Bennett mellett lépett fel a Glasgow-i Nemzetközi Dzsesszfesztiválon.
Egészen annak 2012-ben bekövetkezett haláláig Richard Rodney Bennettel lépett fel egy meghitt kabaréduóban Angliában és Amerikában, Európában és szerte Ázsiában. Teltházakban játszottak olyan helyszíneken, mint például a New York-i Algonquin Hotel.
Claire Martin a Halle Orchestra, a Royal Liverpool Philharmonic, az RTÉ Concert Orchestra, a BBC Big Band és a BBC Koncertzenekar szólistája volt. 2000 óta közreműködött a BBC Radio 3 Jazz Line Up műsorában. Számos zenei hősével készített interjút, például Pat Metheny-vel, Michael Breckerrel, Brad Mehldau-val és André Previnnel. Dolgozott Martin Taylorral, John Martynnal, Stéphane Grappellivel, Kenny Barronnal, Richard Rodney Bennettel, Jim Mullennel, Nigel Hitchcockkal.
Sokat turnézott az Egyesült Királyságban, Skandináviában, Oroszországban és Kínában, fellépett a  Royal Liverpool Philharmonic-kal. 2011-ben a New York-i Lincoln Centerben lépett fel Bill Charlap zongoristával.
Kenny Barron dzsesszzongoristával együtt rögzítette a „Too Much in Love to Care” című dalt (2011). 2013-ban turnézott a „The Two of U” című műsorával, együtt dolgozott John Wilson karmesterrel, Joe Stilgoe-val, Mark McGannal és a Royal Liverpool Filharmonikusokkal ünnepelte Paul McCartney és John Lennon zenéjét.
Együttműködött a Montpellier csellónkvartettel − Rodney Bennett, Mark Anthony Turnage és Django Bates feldolgozásait adta elő.
2020 augusztusában Martin több dalt is énekelt a BBC Radio 2 műsorában, és a „Sunday Night is Music Night (Sinatraland)” című műsorban, (amelyet Frank Sinatra zenéjének szenteltek).
- Claire Martin a BBC Jazz Awards(wd) ötszörös győztese. Az egyik legismertebb brit dzsesszénekesnő.

## Lemezek
- The Waiting Game (Linn, 1992)
- Devil May Care (Linn, 1993)
- Old Boyfriends (Linn, 1994)
- Off Beat (Linn, 1995)
- Make This City Ours (Linn, 1997)
- Take My Heart (Linn, 1999)
- Perfect Alibi (Linn, 2000)
- Too Darn Hot! (Universal, 2002)
- Secret Love (Linn, 2004)
- Girl Talk with Barb Jungr, Mari Wilson (Linn, 2005)
- When Lights Are Low (Linn, 2005)
- He Never Mentioned Love (Linn, 2007)
- A Modern Art (Linn, 2009)
- Witchcraft (Claire Martin and Richard Rodney Bennett album) (2010)
- Too Much in Love to Care (Linn, 2012)
- Say It Isn't So (2013)
- Bumpin'  with Jim Mullen (Stunt, 2018)
- Believin' It (Linn, 2019)

## Díjak
- Best Vocalist, British Jazz Awards, 2009, 2010
- Best New Recording: Too Much in Love to Care, BBC Jazz Awards(wd)
- Officer of the Order of the British Empire, 2011